# Triphyllozoon tubulatum
Triphyllozoon tubulatum är en mossdjursart som först beskrevs av Busk 1884.  Triphyllozoon tubulatum ingår i släktet Triphyllozoon och familjen Phidoloporidae. Inga underarter finns listade i Catalogue of Life.